# AirRail Link
52°27′08″ пн. ш. 1°43′46″ зх. д. / 52.4522° пн. ш. 1.7294° зх. д.
AirRail Link — піплмувер, що сполучає аеропорт Бірмінгема зі станцією Бірмінгем-Міжнародний та Національним виставковим центром, Англія. Нинішня система, спочатку відома як SkyRail, споруджена на місці Бірмінгемського Маглева в 2003 році.
Бірмінгемський Маглев був відкритий в 1984 році і був першою комерційною транспортною мережею Маглев у світі. Мережа була повністю автоматизована і використовувала естакаду, більша частина якої була повторно використана для поточної системи Air-Rail Link.
Сучасна мережа — повністю автоматизована на кабельній тязі, що доставляє пасажирів від залізничного вокзалу через дорогу із розділеними напрямками руху до будівель терміналу. Має довжину 585 м, є безкоштовним у користуванні та забезпечує перевезення трьох мільйонів пасажирів на рік. Вдень поїзди курсують що кілька хвилин у кожну сторону. У непіковий час поїзди курсують на вимогу, за для цього потенційний пасажир має натиснути кнопку з написом «DEMAND».

## Опис
Проект заміни розпочато 30 березня 2001 року та завершено 7 березня 2003. Кошторисна вартість склала 11 мільйонів фунтів стерлінгів
Нинішня лінія AirRail Link має дві колії човникового руху, що працює на кабельній тязі. Використовує технологію Cable Liner від Doppelmayr/Garaventa Group, має дві незалежні паралельні колії.
Мережа має завдовжки 585 м, час в дорозі 90 секунд. Має дві станції, коліями курсують два потяги, кожен з двох вагонів, що працюють незалежно зі швидкістю 36 км/годину. Поїзди курсують із мінімальним пробігом 120 секунд, що складається з часу перебування на кожній станції 30 секунд та часу в дорозі 90 секунд. Пасажиромісткість вагона — 27 осіб або 54 пасажири на поїзд.